# Carex bullata
Espèce
Classification phylogénétique
Carex bullata est une espèce de plantes du genre Carex et de la famille des Cyperaceae.